# Desigualdad de Schur
En matemáticas, la desigualdad de Schur, descubierta por Issai Schur, establece que para todos los números reales no negativos x, y, z y t:
{\displaystyle x^{t}(x-y)(x-z)+y^{t}(y-z)(y-x)+z^{t}(z-x)(z-y)\geq 0}
con igualdad si y sólo si x = y = z o si dos de ellos son iguales y el otro es cero. Cuando t es número natural par, la desigualdad se cumple para cualesquiera números reales x, y y z.

## Prueba
Debido a la simetría se puede suponer sin pérdida de generalidad que {\displaystyle x\geq y\geq z}. Entonces es claro que
{\displaystyle (x-y)[x^{t}(x-z)-y^{t}(y-z)]+z^{t}(x-z)(y-z)\geq 0}
se cumple, ya que ningún término es negativo. Al reordenar la desigualdad llegamos al resultado deseado.
- Datos: Q1317813